# Nyköpings SK
Nyköpings SK är en ishockeyklubb från Nyköping i Södermanland med sitt ursprung i Gripen HC och Nyköpings Hockeys ungdomsförening. Förutom ishockey finns även konståkningsverksamhet i föreningen. Klubben Gripen HC bildades 2007, men först 2014 - efter Nyköpings Hockeys konkursansökan - satsade man på att nå de högre serierna. Från division 4 nådde man en andraplacering i kvalserien till hockeyettan 2016/2017. Därmed var laget kvalificerat för spel i Hockeyettan 2017/2018.
För att uppfylla Svenska ishockeyförbundets regler om ungdomsverksamhet beslutade Gripen - efter att man kvalificerat sig för Hockeyettan - att gå samman med Nyköpings Hockeys ungdomsförening som fanns kvar efter att Nyköpings Hockey gått i konkurs. A-laget kom att kallas Nyköping Gripen Hockey, medan föreningen fortsatte heta Nyköpings HF Ungdom.
Första säsongen i Hockeyettan slutade man på sjätte plats i grundserien strax efter Valbo HC som tog den sista platsen till Allettan. I vårserien slutade Gripen trea och säkrade därmed en plats i Hockeyettan följande säsong. Säsongen 2018/19 placerade sig Gripen Hockey 8:a i den Östra grundserien 13 poäng från den sista Allettan-platsen. Placeringen innebar spel i den östra vårserien där man slutade på andra plats och säkrade man nytt kontrakt i Hockeyettan.
Inför Säsongen 2019/20 ändrade klubben sitt namn till Nyköpings Sportklubb. Klubben bytte även sitt klubbmärke till den gamla riddaren som Nyköpings Hockey hade under sin tid. Man anställde Fredrik Mälberg som tränare och sportchef. Anställningen av Mälberg blev inte som klubben tänkt sig och den 10 december meddelade man att kontraktet hade avslutats. Ny tränare blev Owe Holmberg från klubbens J20-lag. NSK vann den västra vårserien och kvalificerade sig därmed för playoff där Nybro Vikings vann matchserien med 2-1.  
Under våren 2020 anställdes Lenny Eriksson som huvudtränare.

## Säsonger i Hockeyettan
| Säsong                 | Division               | Placering              | Vårserie               | Kval/Playoff                          |
| Nyköping Gripen Hockey | Nyköping Gripen Hockey | Nyköping Gripen Hockey | Nyköping Gripen Hockey | Nyköping Gripen Hockey                |
| ---------------------- | ---------------------- | ---------------------- | ---------------------- | ------------------------------------- |
| 2017/2018              | Hockeyettan Östra      | 6                      | 3:a i vårserien        |                                       |
| 2018/2019              | Hockeyettan Östra      | 8                      | 2:a i Vårettan Östra   |                                       |
| Nyköpings SK           |                        |                        |                        |                                       |
| 2019/2020              | Hockeyettan Västra     | 6                      | 1:a i Vårettan Västra  | Playoff: Utslagna av Nybro Vikings IF |
| 2020/2021              | Hockeyettan Östra      | 8                      | 3:a i Vårettan         |                                       |
| 2021/2022              | Hockeyettan Västra     | 6                      | 4:a i Vårettan Södra   |                                       |
| 2022/2023              | Hockeyettan Östra      | 3                      | 8:a i Allettan Norra   | Slutspel: Utslagna av Troja           |

## Spelartruppen 2020/2021
| Nummer    | Namn                           | Födelsedatum      |
| Målvakter | Målvakter                      | Målvakter         |
| --------- | ------------------------------ | ----------------- |
| 35        | Daniel Fahlström               | 25 juni 1995      |
| 37        | Sebastian Wagner               | 14 april 2001     |
| Backar    |                                |                   |
| 66        | Daniel Ohlsson                 | 24 augusti 1999   |
| 24        | Emil Karlsson                  | 29 december 1995  |
| 14        | Isak Sandström                 | 24 Januari 2000   |
| 4         | Adam Wagner                    | 20 Juli 2001      |
| 12        | Albin Nordvall (Skadad)        | 29 September 1997 |
| 7         | Adam Malm                      | 7 Juni 2000       |
| 90        | Robin Axbom                    | 3 April 1990      |
| 91        | Tim Thorsén                    | 17 Juni 2000      |
| 12        | Eric Backman                   | 22 Maj 1993       |
| Forwards  |                                |                   |
| 11        | Christian Axelsson             | 14 oktober 1992   |
| 23        | Albin Ivarsson-Hamberg         | 5 juni 1994       |
| 96        | Daniel Bergqvist               | 20 juli 1996      |
| 10        | John Moberg                    | 27 mars 1994      |
| 68        | Oscar Skiöld                   | 23 januari 1996   |
| 88        | Oliwer Stensson                | 28 november 2000  |
| 39        | Daniel Andersson               | 14 juli 2000      |
| 33        | David Ojamäe                   | 15 februari 1999  |
| 20        | Martin Tyllander               | 10 februari 2000  |
| 80        | Viktor Johansson               | 6 Oktober 1998    |
| 13        | Adam By                        | 2 April 1999      |
| 15        | Simon Andersson (Lån från SSK) | 17 September 1999 |
| 17        | Cornelis Cilthe                | 30 Maj 2000       |
| 18        | Isak Dahlin                    | 22 Januari 1999   |
| 88        | Oliwer Stensson                | 28 November 2000  |

Data hämtade från svenskalag.se